# Aaron Lennon
Aaron Justin Lennon (Chapeltown, 16 de abril de 1987) é um ex-futebolista inglês que atuava como meia.
Iniciou sua carreira no Leeds United. Onde se tornou o jogador mais jovem a disputar um jogo pelo Campeonato Inglês.
O jogador se lesionou na virilha recentemente no jogo contra o West Ham, vencido pelo Tottenham em dezembro de 2009 e lutou para se recuperar a tempo de defender a seleção Inglesa que teve uma atuação discreta na Copa do Mundo de 2010. O jogador é conhecido por ser muito rápido.
Na temporada 2021/2022, marcou seu primeiro gol com a camisa do Burnley na partida contra o Manchester United, partida essa que encerrou com vitória dos Red Devils por 3x1.

## Carreira

### Tottenham Hotspur
Fez um gol contra o Sunderland virando o jogo para o Tottenham fora de casa e dando a vitória ao time em 29 de dezembro. Marcou mais um gol na vitória do Tottenham por 2 a 1 sobre o Arsenal dentro de casa. Em 2014, o time do Sunderland ofereceu cerca de £54 milhões. Caso fosse fechado, Lennon seria a venda mais lucrativa da história do Tottenham.